# Lophopleura
Lophopleura is een geslacht van vlinders van de familie snuitmotten (Pyralidae), uit de onderfamilie Chrysauginae.

## Soorten
- L. eurzonalis Hampson, 1897
- L. rectifascia Hampson, 1916
- L. sublituralis Warren
- L. xanthotaenialis Ragonot, 1891